# Coaldale (Nevada)
Coaldale es un pueblo fantasma ubicado en el condado de esmeralda, Nevada, Estados Unidos.
Coaldale tuvo una tienda, un café, un motel y una estación de servicio, hasta finales de 1993; pero ahora se encuentran abandonadas estas dependencias.